# Baia do Sancho
Baia do Sancho (portugisiska: Praia do Sancho) är en vik i Brasilien.   Den ligger i delstaten Pernambuco, i den östra delen av landet, 2 200 kilometer nordost om huvudstaden Brasília.